# Helios Airways
A Helios Airways (IATA: ZU, ICAO: HCY, Hívójel: HELIOS), később Ajet egy ciprusi diszkont légitársaság volt, amely menetrend szerinti és charterjáratokat üzemeltetett Ciprus és számos európai, illetve afrikai célállomás között. A vállalat központja a Lárnakai nemzetközi repülőtéren volt. Fő bázisa a Lárnakai nemzetközi repülőtér volt. A légitársaság 2006. november 6-ától felfüggesztette a járatait, mivel a ciprusi kormány lefoglalta a vállalat repülőgépeit és befagyasztotta a bankszámláit.

## Története
A Helios Airways-t 1998. szeptember 23-án alapították a TEA, egy ciprusi offshore légitársaság tulajdonosai, amely Boeing 737-es repülőgépek bérbeadására specializálódott. Ez volt az első független, magántulajdonban lévő légitársaság Cipruson. 2000. május 15-én indította első charterjáratát a London–Gatwick repülőtérre. Eredetileg charter- és menetrend szerinti járatokat kínált többek között Athén, London, Manchester, Amszterdam, Edinburgh, Prága, Szófia, Bournemouth, Kairó, Párizs, Dublin és Varsó felé. A Helios Airways-t 2004-ben a Limassolban működő Libra Holidays Group vásárolta fel.
2005. augusztus 14-én a Helios Airways 522-es járata a görögországi Grammatiko közelében lezuhant, miután a személyzet oxigénhiány miatt cselekvésképtelenné vált. Mind a 121 utas és személyzet életét vesztette. A vizsgálat arra a következtetésre jutott, hogy mind a karbantartó személyzet, mind a pilóták elmulasztották biztosítani, hogy a nyomáskiegyenlítő rendszer "automatikus" állásba legyen állítva, és ennek következtében a repülőgép soha nem került túlnyomás alá. A baleset számos biztonsági problémát tárt fel a légitársaságnál, és emberölés miatt vádat emeltek a légitársaság öt tisztviselője ellen.
2006. március 14-én bejelentették, hogy a Helios Airways átnevezi magát Ajet-re, és nem üzemeltet több menetrend szerinti járatot. A híresztelésekre reagálva az Ajet 2006. október 30-án bejelentette, hogy a következő 90 napban beszünteti működését. Ennek fényében a ciprusi kormány a légitársaság adóhátralékának az azonnali kifizetését követelte. Erre reagálva a magánbeszállítók azt követelték, hogy ezentúl készpénzben fizessék ki őket a vállalatnak nyújtott árukért és szolgáltatásokért. A légitársaság 2006. október 31-én bejelentette, hogy azonnal megszünteti működését. A vállalat honlapján 2006. november 11-én megjelent, hogy a Ciprusi Köztársaság kormánya "jogellenesen visszatartotta az Ajet repülőgépeit és befagyasztotta a vállalat bankszámláit", ami "közvetlenül ellentétes az Ajet által a kerületi bíróságon benyújtott sikeres fellebbezéssel és ami jelentős pénzügyi kárt okozott a vállalatnak". Ennek eredményeképpen az Ajet bejelentette, hogy 2006. november 6-tól semmilyen más légitársaság által üzemeltetett járatot nem indítanak, így az utasoknak saját maguknak kell gondoskodniuk a hazajutásukról.
Az Ajet valamennyi járatát 2006. november 1-jétől felfüggesztették, és a menetrend szerinti járatok többségét az XL Airways UK charter légitársaság vette át (amely 2008 szeptemberében maga is megszűnt). A tulajdonosok, a Libra Holidays szerint a működés megszüntetéséről szóló döntés oka a légitársaság gyenge pénzügyi teljesítménye és a hitelezők növekvő nyomásgyakorlása volt.

## Flotta
A légitársaság működésének megszűnésekor a cég flottája a következő repülőgépekből állt:

### Korábbi repülőgépek
A légitársaság a következő repülőgépeket is üzemeltette:
- 1 db Airbus A319-112 (2005-ben, bérelve a Lotus Air-től)
- 1 db Airbus A320-211 (2005-ben, bérelve a MenaJet-től)
- 1 db Boeing 737-300 (2004-től 2005-ig, az 552-es járatot ez a repülőgép teljesítette)
- 1 db Boeing 737-400 (2000-től 2001-ig)

## Balesetek és incidensek
- 2005. augusztus 14-én a Helios Airways 552-es járata, egy Boeing 737-300-as repülőgép a görögországi Grammatiko közelében lezuhant egy Lárnakából Athénon keresztül Prágába tartó út során. A repülőgép személyzete röviddel a Lárnakából való felszállás után a kabinnyomás hiánya miatt cselekvésképtelenné vált. A robotpilóta várakozó pályára állította a repülőgépet Athén felett, viszont az üzemanyag elfogyása után a repülőgép ereszkedni kezdett, majd az Elefthériosz Venizélosz nemzetközi repülőtértől mintegy 40 km-re északra egy domboldalba csapódott. A balesetben mind a 121 utas és a személyzet életét vesztette.[4][5][6]

## Fordítás
Ez a szócikk részben vagy egészben  a   Helios Airways című angol Wikipédia-szócikk ezen változatának fordításán alapul.  Az eredeti cikk szerkesztőit annak laptörténete sorolja fel. Ez a jelzés csupán a megfogalmazás eredetét és a szerzői jogokat jelzi, nem szolgál a cikkben szereplő információk forrásmegjelöléseként.